# Partecosta macandrewii
Partecosta macandrewii é uma espécie de gastrópode do gênero Partecosta, pertencente a família Terebridae.